# Protokalligramma bifasciatum
Protokalligramma bifasciatum (лат.) — вид вымерших насекомых из монотипического рода Protokalligramma, обитавших 166,1—157,3 млн лет назад. Описан по переднему крылу образца CNU-NEU-NN2009026, и обнаружен в формации Даохугоу.

## Описание
Латинское название рода состоит из слов «proto» (до) и Kalligramma, означающее что данный род довольно примитивен среди представителей его семейства. Видовое название происходит от слов «bi» (двойной) и «fasciatum» (полосатый), отсылающее на окраску крыла. У данного вида отсутствовало глазчатое пятно, как и у родственного рода Sophogramma. Костальное пространство сильно сужено к вершине; просто сконструированный MP, не гребенчато разветвленный, поперечное жилкование относительно слабое, CuP и 1A относительно короткие, не параллельны заднему краю. Переднее крыло широкое, округло-яйцевидное, сохранившаяся длина — 60 мм (предположительная полная длина >70 мм), сохранившаяся ширина 38 мм (предположительная полная ширина около 40 мм). Вся перепонка крыла густо покрыта короткими волосками, наиболее длинными в базальной части костального пространства (в области плечевой жилки), длинными в передней части и короткими до очень коротких в остальных участках. Трихиация по жилкам относительно короткая. Трихозоры не видны из-за густой короткой трихиации по краям и вблизи них, вероятно, отсутствуют. Реберное пространство наиболее расширено на 1/4 проксимальной длины; слегка сужен к основанию крыла, сужен к вершине. Все субкостальные жилки в проксимальной половине дихотомически разветвлены, соединены 2-4 поперечными жилками, образуя 3-4 неправильных реберных ряда. Плечевая жилка хорошо развита, возвратная и разветвленная; две неизвестные веноподобные структуры в переднеплечевом пространстве. Подкостальное пространство относительно узкое, с довольно широко расставленными поперечными жилками. R1 пространство узкое; сильно сужены к основанию. Rs начинается близко к основанию крыла, с семью сохранившимися ветвями; происхождение Rs1 близко к происхождению Rs, раздвоенное рядом с его происхождением; Rs2-Rs4 обильно дихотомически раздвоены. М и R четко разделены в основании. Развилка М довольно близко к основанию крыла; MA и MP построены одинаково, оба с несколькими (дихотомическими) ветвями дистально. Cu разделяется на CuA и Cup очень близко к основанию крыла. CuA относительно короткая, с пятью дистальными гребешковыми ветвями, по крайней мере самая проксимальная ветвь глубоко раздвоена. CuP маловетвистая, дважды раздвоенная в дистальной половине. 1А обильно дихотомически разветвлен. 2А гребенчатая, каждая ветвь дихотомически разветвлена. 3А короткий, плохой сохранности. Основная область крыла позади R заполнена регулярно и широко расставленными поперечными жилками (по сравнению с большинством других Kalligrammatidae); поперечные жилки, по-видимому, редки в области краевого разветвления. Скуловая доля не обнаружена, по-видимому, отсутствует. Перепонка крыла буроватая, черноватая в костальном пространстве, более светлая в дистальной и задней части крыла, с цветовым рисунком, состоящим из двух поперечных черноватых полос и нескольких мелких темно-коричневых или черноватых пятен у основания и у заднего края.